# Florence and the Machine-diszkográfia
A Florence and the Machine angol indie rock együttes diszkográfiája 2 stúdióalbumból, 2 koncertalbumból, 4 középlemezből, 17 kislemezből és 18 videóklipből áll.
A Florence and the Machine 2009 márciusában jelentette meg első EP-jét, aminek A Lot of Love. A Lot of Blood a címe. Debütáló albumuk, a Lungs, 2009 júliusában jelent meg az Island Records kiadónál, és 2010 januárjában elérte az első helyet a UK Albums Chart listáján. Az album ötszörös platinalemez lett az Egyesült Királyságban, négyszeres platinalemez Írországban, és háromszoros platinalemez Ausztráliában. Az első kislemez az albumról, a "Kiss with a Fist", az 51. helyre jutott az Egyesült Királyságban, majd a következő kislemez, a "Dog Days Are Over", ezt is megelőzve 23. lett az Egyesült Királyságban és 21. a Billboard Hot 100 listáján az Egyesült Államokban, ahol platinalemez lett. A harmadik kislemez, a "Rabbit Heart (Raise It Up)" 12. lett az Egyesült Királyságban, és 41. Írországban. A "Drumming Song", a negyedik kislemez, az 54. helyen debütált. A "You've Got the Love", a The Source nevű együttes dalának feldolgozása ötödik lett az Egyesült Királyságban, és 9. Ausztráliában. A 2010. február 17-i BRIT Awards díjátadón Dizzee Rascallal közösen előadott mashup (a "You Got the Dirtee Love") a második helyen debütált az Egyesült Királyságban. A hetedik kislemez, a "Cosmic Love", 51. helyig jutott az Egyesült Királyságban, és 3. helyig Írországban. Az album utolsó kislemeze, a "Heavy in Your Arms" 2010 novemberében jelent meg, ez volt a filmzenéje az Alkonyat-Napfogyatkozás című filmnek; az 53. helyig jutott.
A zenekar második albuma, a Ceremonials 2011 októberében jelent meg, és első helyen debütált az Egyesült Királyságban, Írországban, Ausztráliában és Új-Zélandon. Az album megjelenését megelőzte a "What the Water Gave Me" című kislemez, ami 24. lett az Egyesült Királyságban, 13. Írországban és 15. Új-Zélandon. A fő kislemez, a "Shake It Out" lett az ötödik listavezető daluk a brit negyvenes listán; a 12. helyen debütált 2011 szeptemberében.  A dal nemzetközi listákon is sikert aratott; 72. lett a Billboard Hot 100-as listáján, és a zenekar legnagyobb sikere lett Írországban, ahol a második helyre került. Ezután jelentek meg a "No Light, No Light" és "Never Let Me Go" című kislemezek, amik 50. és 82. helyet értek el az Egyesült Királyságban. A következő, "Spectrum (Say My Name)" című kislemezük listavezető lett az Egyesült Királyságban.

## Albumok

### Stúdióalbumok
| Cím                              | Az album adatai                                                                                            | Elért listahely | Elért listahely | Elért listahely | Elért listahely | Elért listahely | Elért listahely | Elért listahely | Elért listahely | Elért listahely | Elért listahely | Eladások                                                                               | Minősítés |
| Cím                              | Az album adatai                                                                                            | UK              | AUS             | AUT             | CAN             | GER             | IRE             | NZ              | NOR             | SWI             | US              | Eladások                                                                               | Minősítés |
| -------------------------------- | --- | --------------- | --------------- | --------------- | --------------- | --------------- | --------------- | --------------- | --------------- | --------------- | --------------- | -------------------------------------------------------------------------------------- | --- |
| Lungs                            | - Megjelent: 2009. július 3-án - Kiadó: Island - Formátumok: CD, LP, Zeneletöltés                          | 1               | 3               | 73              | 20              | 41              | 2               | 3               | 36              | 54              | 14              | - Világszerte: 3,000,000 - Egyesült Királyság: 1,417,810 - Egyesült Államok: 1,142,000 | - BPI: 5× Platina - ARIA: 3× Platina - BVMI: Arany - IRMA: 4× Platina - MC: Arany - RIAA: Platina - RIANZ: Arany                |
| Ceremonials                      | - Megjelent: 2011. október 28-án - Kiadó: Island - Formátum: CD, LP, zeneletöltés                          | 1               | 1               | 12              | 4               | 7               | 1               | 1               | 6               | 10              | 6               | - Világszerte: 2,000,000 - US: 849,000                                                 | - BPI: Platina - ARIA: 3× Platina - BVMI: Arany - IFPI AUT: Arany - IRMA: 3× Platina - MC: Arany - RIAA: Arany - RIANZ: Platina |
| How Big, How Blue, How Beautiful | - Megjelent: 29 May 2015. május 29. - Kiadó: Island - Formátum: CD, LP, zeneletöltés, streaming            | 1               | 1               | 2               | 2               | 1               | 3               | 1               | 1               | 1               | 1               | - UK: 364,617 - US: 290,000                                                            | - BPI: Platinum - ARIA: Platinum - BVMI: Gold - IFPI AUT: Gold - RIAA: Gold - RMNZ: Gold                                        |
| High as Hope                     | - Megjelent: 2018. június 29. - Kiadó: Virgin EMI - Formátum: CD, LP, zeneletöltés, streaming              | 2               | 2               | 3               | 1               | 2               | 5               | 2               | 2               | 2               | 2               | - UK: 80,700 - US: 74,000                                                              | - BPI: Gold - RMNZ: Gold |
| Dance Fever                      | - Megjelent: 2022. május 13. - Kiadó: Polydor Records - Formátum: zeneletöltés, streaming, CD, LP, Book/CD | 1               | 2               | 4               | 2               | 7               | 2               | 2               | 2               | 7               | 7               |                                                                                        | - BPI: Gold |

### Élő albumok
| Cím | Az album adatai                                                              | Elért listahely | Elért listahely | Elért listahely | Elért listahely | Elért listahely | Elért listahely |
| Cím | Az album adatai                                                              | UK              | AUS             | AUT             | IRE             | NZ              | US              |
| --- | ---------------------------------------------------------------------------- | --------------- | --------------- | --------------- | --------------- | --------------- | --------------- |
| Live at the Wiltern                                                                                      | - Megjelent: 2011. június 28-án - Kiadó: Island - Formátum: Letöltés         | —               | —               | —               | —               | —               | —               |
| MTV Unplugged – A Live Album                                                                             | - Megjelent: 2011. április 5-én - Kiadó: Island - Formátum: CD/DVD, letöltés | 27              | 17              | 72              | 15              | 31              | 51              |
| "—" a kihúzás azt jelenti, hogy a felvétel vagy nem ért el listahelyezést, vagy nem szánták ilyen célra. |                                                                              |                 |                 |                 |                 |                 |                 |

### Középlemezek
| Cím                           | Az EP adatai                                                                   |
| ----------------------------- | ------------------------------------------------------------------------------ |
| A Lot of Love. A Lot of Blood | - Megjelent: 2009 április 28-án - Kiadó: IAMSOUND - Formátum: Hanglemez        |
| iTunes Festival: London 2010  | - Megjelent: 21 July 2010 - Kiadó: Island - Formátum: Letöltés                 |
| iTunes Live from SoHo         | - Megjelent: 16 November 2010 - Kiadó: Island - Formátum: Letöltés             |
| Lungs – The B-Sides           | - Megjelent: 27 February 2011 - Kiadó: Universal Republic - Formátum: Letöltés |

## Kislemezek

### Mint fő előadó
| Cím | Év   | Elért listahely | Elért listahely | Elért listahely | Elért listahely | Elért listahely | Elért listahely | Elért listahely | Elért listahely | Elért listahely | Elért listahely | Minősítés                                         | Album                                   |
| Cím | Év   | UK              | AUS             | AUT             | CAN             | GER             | IRE             | NZ              | NOR             | SWI             | US              | Minősítés                                         | Album                                   |
| --- | ---- | --------------- | --------------- | --------------- | --------------- | --------------- | --------------- | --------------- | --------------- | --------------- | --------------- | ------------------------------------------------- | --------------------------------------- |
| "Kiss with a Fist"                                                                                       | 2008 | 51              | —               | —               | —               | —               | —               | —               | —               | —               | —               |                                                   | Lungs                                   |
| "Dog Days Are Over"                                                                                      | 2008 | 23              | 47              | —               | 19              | —               | 6               | 27              | —               | —               | 21              | - ARIA: Platina - RIAA: 2× Platina - RIANZ: Arany | Lungs                                   |
| "Rabbit Heart (Raise It Up)"                                                                             | 2009 | 12              | 93              | —               | —               | —               | 41              | —               | —               | —               | —               |                                                   | Lungs                                   |
| "Drumming Song"                                                                                          | 2009 | 54              | —               | —               | —               | —               | —               | —               | —               | —               | —               |                                                   | Lungs                                   |
| "You've Got the Love"                                                                                    | 2009 | 5               | 9               | 28              | —               | 52              | 16              | —               | —               | 49              | —               | - ARIA: 2× Platina - RIANZ: Arany                 | Lungs                                   |
| "Cosmic Love"                                                                                            | 2010 | 51              | —               | —               | —               | —               | 3               | —               | —               | —               | —               |                                                   | Lungs                                   |
| "Heavy in Your Arms"                                                                                     | 2010 | 53              | —               | —               | —               | —               | —               | —               | —               | —               | —               |                                                   | The Twilight Saga: Eclipse (soundtrack) |
| "Shake It Out"                                                                                           | 2011 | 12              | 36              | 16              | 52              | 30              | 2               | 16              | 18              | 23              | 72              | - ARIA: Platina - RIAA: Platina - RIANZ: Arany    | Ceremonials                             |
| "No Light, No Light"                                                                                     | 2012 | 50              | 95              | —               | —               | —               | 50              | —               | —               | —               | —               |                                                   | Ceremonials                             |
| "Never Let Me Go"                                                                                        | 2012 | 82              | 3               | —               | 75              | —               | 73              | —               | —               | —               | —               | - ARIA: 3× Platina                                | Ceremonials                             |
| "Breath of Life"                                                                                         | 2012 | 87              | 57              | 64              | —               | 65              | 68              | —               | —               | —               | —               |                                                   | Snow White and the Huntsman             |
| "Spectrum (Say My Name)"                                                                                 | 2012 | 1               | 4               | 61              | —               | 32              | 1               | 2               | —               | 58              | —               | - ARIA: 2× Platina - RIANZ: Platina               | Ceremonials                             |
| "Lover to Lover"                                                                                         | 2012 | —               | —               | —               | —               | —               | —               | —               | —               | —               | —               |                                                   | Ceremonials                             |
| "—" a kihúzás azt jelenti, hogy a felvétel vagy nem ért el listahelyezést, vagy nem szánták ilyen célra. |      |                 |                 |                 |                 |                 |                 |                 |                 |                 |                 |                                                   |                                         |

### Közreműködő előadóként
| Kislemez                                                                                                 | Év   | Elért listahely | Elért listahely | Elért listahely | Elért listahely | Elért listahely | Elért listahely | Elért listahely | Elért listahely | Elért listahely | Elért listahely | Minősítés                                                                          | Album          |
| Kislemez                                                                                                 | Év   | UK              | AUS             | AUT             | CAN             | GER             | IRE             | NZ              | NOR             | SWI             | US              | Minősítés                                                                          | Album          |
| --- | ---- | --------------- | --------------- | --------------- | --------------- | --------------- | --------------- | --------------- | --------------- | --------------- | --------------- | ---------------------------------------------------------------------------------- | -------------- |
| "Here Lies Love" (David Byrne és Fatboy Slim közreműködik Florence Welch)                                | 2010 | —               | —               | —               | —               | —               | —               | —               | —               | —               | —               |                                                                                    | Here Lies Love |
| "Sweet Nothing" (Calvin Harris közreműködik Florence Welch)                                              | 2012 | 1               | 2               | 29              | 15              | 19              | 1               | 2               | 13              | 36              | 10              | - ARIA: 3× Platina - BVMI: Arany - MC: 2× Platina - RIAA: Platina - RIANZ: Platina | 18 Months      |
| "—" a kihúzás azt jelenti, hogy a felvétel vagy nem ért el listahelyezést, vagy nem szánták ilyen célra. |      |                 |                 |                 |                 |                 |                 |                 |                 |                 |                 |                                                                                    |                |

### Promóciós kislemezek
| Cím | Év   | Elért listahely | Elért listahely | Elért listahely | Elért listahely | Elért listahely | Elért listahely | Minősítés     | Album                 |
| Cím | Év   | UK              | AUS             | CAN             | IRE             | NZ              | US              | Minősítés     | Album                 |
| --- | ---- | --------------- | --------------- | --------------- | --------------- | --------------- | --------------- | ------------- | --------------------- |
| "You Got the Dirtee Love" (Dizzee Rascallal)                                                             | 2010 | 2               | 27              | —               | 24              | —               | —               |               | Nem szerepelt albumon |
| "What the Water Gave Me"                                                                                 | 2011 | 24              | 35              | 72              | 13              | 15              | 91              | - ARIA: Arany | Ceremonials           |
| "—" a kihúzás azt jelenti, hogy a felvétel vagy nem ért el listahelyezést, vagy nem szánták ilyen célra. |      |                 |                 |                 |                 |                 |                 |               |                       |

## Más szereplések
| Cím                           | Év   | Album                                           |
| ----------------------------- | ---- | ----------------------------------------------- |
| "Kiss with a Fist"            | 2009 | Jennifer's Body Soundtrack                      |
| "Halo (Beyoncé Knowles dala)" | 2009 | Radio 1's Live Lounge – Volume 4                |
| "Kiss with a Fist"            | 2009 | St Trinian's 2: The Legend of Fritton's Gold    |
| "Not Fade Away"               | 2011 | Rave On Buddy Holly                             |
| "Take Care"                   | 2012 | BBC Radio 1's Live Lounge 2012                  |
| "Over the Love"               | 2013 | Music from Baz Luhrmann's Film The Great Gatsby |

## Videóklipek
| Cím                                                      | Év   | Rendező(k)                     |
| -------------------------------------------------------- | ---- | ------------------------------ |
| "Kiss with a Fist"                                       | 2008 | Price James                    |
| "Dog Days Are Over"                                      | 2008 | Tom Beard és Tabitha Denholm   |
| "Rabbit Heart (Raise It Up)"                             | 2009 | Tom Beard és Tabitha Denholm   |
| "Drumming Song"                                          | 2009 | Dawn Shadforth                 |
| "You've Got the Love"                                    | 2009 | Tom Beard és Tabitha Denholm   |
| "Hurricane Drunk"                                        | 2010 | Eva Husson                     |
| "Dog Days Are Over" (second version)                     | 2010 | LEGS                           |
| "Cosmic Love"                                            | 2010 | Tom Beard és Tabitha Denholm   |
| "Heavy in Your Arms"                                     | 2010 | Tom Beard és Tabitha Denholm   |
| "What the Water Gave Me"                                 | 2011 | Paul Epworth                   |
| "Shake It Out"                                           | 2011 | Dawn Shadforth                 |
| "No Light, No Light"                                     | 2011 | Arni és Kinski                 |
| "Never Let Me Go"                                        | 2012 | Tabitha Denholm                |
| "Breath of Life"                                         | 2012 | Scott Murray                   |
| "Spectrum (Say My Name)"                                 | 2012 | David LaChapelle és John Byrne |
| "Breaking Down"                                          | 2012 | Tabitha Denholm                |
| "Sweet Nothing" (Calvin Harris featuring Florence Welch) | 2012 | Vincent Haycock                |
| "Lover to Lover"                                         | 2012 | Vincent Haycock                |

## Fordítás
- Ez a szócikk részben vagy egészben  a   Florence and the Machine discography című angol Wikipédia-szócikk ezen változatának fordításán alapul.  Az eredeti cikk szerkesztőit annak laptörténete sorolja fel. Ez a jelzés csupán a megfogalmazás eredetét és a szerzői jogokat jelzi, nem szolgál a cikkben szereplő információk forrásmegjelöléseként.